# Sim Bhullar
Gursimran «Sim» Bhullar (Toronto, Ontario, 2 de diciembre de 1992 ) es un jugador de baloncesto indio-canadiense. Jugó baloncesto universitario para los New Mexico State Aggies y en los Sacramento Kings de la NBA. Con 2,26 metros de estatura, juega en la posición de pívot.

## Biografía
Bhullar es nativo de Toronto, Canadá. Sus padres emigraron a Canadá desde el estado de Punjab en la India. Su padre Avtar mide 1.96 m. y su madre Varinder, 1.78 m. El hermano menor de Sim, Tanveer, que mide 2,21 m (7′ 3″), también juega al baloncesto. Ninguno de los padres estuvieron vinculados al baloncesto hasta inscribir a Sim y Tanveer en los programas de baloncesto de jóvenes locales. El Mismo Avtar creció sólo jugando Kabaddi, un deporte tradicional de contactos de Punjab. Avtar había querido inicialmente que sus hijos jugaran al críquet, pero pronto se dio cuenta de que la altura de los niños no permitiría que se movieran con rapidez en el campo.

## Trayectoria deportiva

### High School
Para desarrollar mejor sus habilidades de baloncesto, Sim y su hermano menor Tanveer se trasladaron desde Toronto y se inscribieron en la escuela Kiski School en Saltsburg, Pennsylvania, Estados Unidos para el año escolar 2009-10. Ese año, Bhullar promedió un triple-doble para el equipo de baloncesto de la escuela Kiski con 26 puntos, 24 rebotes y 11 tapones. En el Campeonato FIBA Américas Sub-18 en el verano de 2010, Sim impresionó con su tamaño y rendimiento. En una derrota para el equipo de los Estados Unidos, Bhullar salió de la banca para anotar 28 puntos, atrapar 31 rebotes y taponar 13 tiros.
A finales de noviembre de 2010, en medio de la temporada de baloncesto de Kiski, Sim y Tanveer se retiraron de Kiski. Sim fue transferido a la escuela Huntington Prep School en Virginia Occidental. En Huntington, Sim mejora en su condición física, cayendo de 367 libras a 330.
El New York Times señaló por aquella época que "está a punto de convertirse en el primer jugador prominente en el mundo del baloncesto masculino de ascendencia India".

### Universidad
Bhullar se comprometió originalmente a jugar para la Universidad Xavier en Cincinnati, Ohio, pero fue liberado en agosto de 2011 para jugar con los New Mexico State Aggies. Rechazó a Xavier porque se dio cuenta de que no estaba clasificado para jugar inmediatamente y tendría que pagar el total de $42,000 por un año de matrícula, ya que su familia no estaba preparado a hacerlo. Bhullar, sin embargo, no fue capaz de jugar hasta la temporada 2012-2013, porque la NCAA le negó una exención de elegibilidad y rechazó la apelación de la escuela. Su hermano, Tanveer, se unió al equipo para la temporada 2013-14, a pesar del atraso de su primer año. 
Durante su primera temporada como freshman, Bhullar jugó 24.4 minutos por partido, promediando 10.1 puntos, 6.7 rebotes y 2.4 tapones por partido. En segunda temporada como sophomore, mejoró a 26.3 minutos por partido, 10.4 puntos, 7.8 rebotes y 3.4 tapones por partido. Bhullar es MVP del torneo de la WAC dos veces, ganando el premio en 2013 y 2014, donde también ayudó a la Universidad Estatal de Nuevo México a alcanzar el torneo de la NCAA.
Bhullar se declaró elegible para el Draft de la NBA después de su segundo año en Universidad Estatal de Nuevo México.

### Profesional
Bhullar no fue elegido en el Draft de la NBA de 2014, pero en la mañana del 27 de junio de 2014 (un día después del draft), fue invitado a jugar para los Sacramento Kings en la NBA Summer League, y el 15 de agosto firmó su primer contrato profesional con el equipo. Sin embargo, fue descartado por los Kings en octubre de 2014, a pocos días del comienzo de la Temporada 2014-15, y acabó fichando por los Reno Bighorns de la Liga de desarrollo de la NBA, equipo afiliado a los Sacramento Kings.
El 2 de abril firmó un contrato por 10 días con los Sacramento Kings. Sólo jugó una media de 2 minutos en 3 partidos de temporada regular, una presencia meramente testimonial que, sin embargo, le sirvió para convertirse en el primer jugador de ascendencia india en jugar y formar parte de un equipo de la NBA.
Tras esa efímera experiencia en la mejor liga del mundo, volvió a la Liga de desarrollo de la NBA para el curso 2015-16, al equipo de los Raptors 905.
En 2016 fichó por los Dacin Tigers de la Chinese Basketball Association, y en 2017 fichó por los Guangxi Weizhuang, National Basketball League, segunda división de China.

## Estadísticas de su carrera en la NBA

### Temporada regular
| Año     | Equipo           | PJ | PT | MPP | %TC  | %3P | %TL | RPP | APP | ROB | TPP | PPP |
| ------- | ---------------- | -- | -- | --- | ---- | --- | --- | --- | --- | --- | --- | --- |
| 2014-15 | Sacramento Kings | 3  | 0  | 1.0 | .500 |     |     | 0.3 | 0.3 | 0.0 | 0.3 | 0.7 |
| Total   |                  | 3  | 0  | 1.0 | .500 |     |     | 0.3 | 0.3 | 0.0 | 0.3 | 0.7 |